# Calamagrostis przevalskyi
Calamagrostis przevalskyi là một loài thực vật có hoa trong họ Hòa thảo. Loài này được Tzvelev mô tả khoa học đầu tiên năm 1968.